# Muhal Richard Abrams/Diskografie

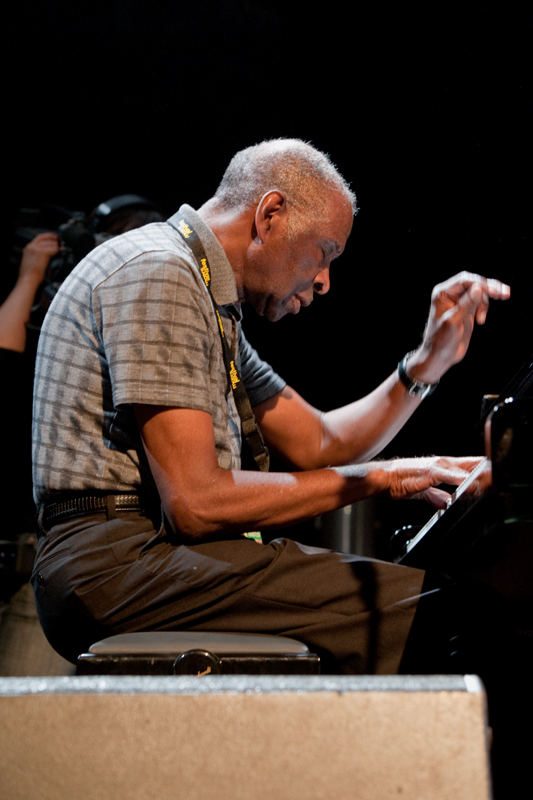
Muhal Richard Abrams, Moers Festival (2009)

Diese Diskografie ist eine Übersicht über die veröffentlichten Tonträger des Pianisten, Bandleaders, Arrangeurs und Komponisten Muhal Richard Abrams. Sie umfasst seine Alben unter eigenem Namen (Abschnitt 1), Kompilationen (Abschnitt 2) und seine Mitwirkungen als Begleitmusiker (Abschnitt 3). Nicht enthalten sind Aufnahmen seiner Kompositionen. Im Laufe seiner über 50 Jahren währenden Aufnahmekarriere legte Abrams 31 Alben unter eigenem Namen vor. Nach Angaben des Diskografen Tom Lord war Abrams zwischen 1957 und 2013 an 91 Aufnahmesessions beteiligt.

## Veröffentlichungen

### Alben unter eigenem Namen
Dieser Abschnitt listet die von Muhal Richard Abrams zu Lebzeiten veröffentlichten LPs und CDs chronologisch nach Veröffentlichungsjahr.
| Album                              | Musiklabel          | VÖ   | Aufnahme | Anmerkungen |
| ---------------------------------- | ------------------- | ---- | -------- | --- |
| Levels and Degrees of Light        | Delmark             | 1968 | 1967     | mit Anthony Braxton, Kalaparusha Maurice McIntyre, Gordon Emmanuel, Leroy Jenkins, Charles Clark, Leonard Jones, Thurman Barker, David Moore, Penelope Taylor (voc) |
| Young at Heart, Wise in Time       | Delmark             | 1970 | 1969     | mit Wadada Leo Smith, Henry Threadgill, Lester Lashley, Thurman Barker |
| Things to Come from Those Now Gone | Delmark             | 1975 | 1972     | mit Wallace Laroy McMillan, Edwin Daugherty, Ari Brown, Emanuel Cranshaw, Rufus Reid, Reggie Willis, Steve McCall, Wilbur Campbell, Ella Jackson (vcl) |
| Afrisong                           | Whynot/Trio Records | 1975 | 1975     | Abrams solo |
| Sightsong                          | Black Saint         | 1976 | 1975     | Muhal Richard Abrams im Duo mit Malachi Favors Maghostut (b,perc,vcl) |
| Duets 1976                         | Arista              | 1976 | 1976     | Duo mit Anthony Braxton |
| 1-OQA + 19                         | Black Saint         | 1978 | 1977     | mit Anthony Braxton, Henry Threadgill, Leonard Jones, Steve McCall |
| Lifea Blinec                       | Arista/Novus        | 1978 | 1978     | mit Joseph Jarman, Douglas Ewart, Amina Claudine Myers, Thurman Barker |
| Spiral – Live at Montreux 1978     | Arista/Novus        | 1978 | 1978     | Livemitschnitt vom Montreux Jazz Festival (solo) |
| Spihumonesty                       | Black Saint         | 1980 | 1979     | mit George Lewis, Roscoe Mitchell, Amina Claudine Myers, Youseff Yancy (theremin), Leonard Jones, Jay Clayton |
| Mama and Daddy                     | Black Saint         | 1980 | 1980     | mit Baikida Carroll, George Lewis, Vincent Chancey, Bob Stewart, Wallace Laroy McMillan, Leroy Jenkins, Brian Smith, Thurman Barker, Andrew Cyrille |
| Duet                               | Black Saint         | 1981 | 1981     | Duo mit Amina Claudine Myers |
| Blues Forever                      | Black Saint         | 1982 | 1981     | mit Baikida Carroll, Vincent Chancey, Craig Harris, Eugene Ghee, Jimmy Vass, Wallace Laroy McMillan, Howard Johnson, Jean-Paul Bourelly, Mike Logan, Andrew Cyrille |
| Interpretations of Monk            | DIW                 | 1994 | 1981     | mit Don Cherry, Roswell Rudd, Steve Lacy, Charlie Rouse, Richard Davis, Ben Riley, Amiri Baraka (Lyrik) |
| Rejoicing with the Light           | Black Saint         | 1983 | 1983     | The Muhal Richard Abrams Orchestra mit Baikida Carroll, Vincent Chancey, Craig Harris, Howard Johnson, Marty Ehrlich, Eugene Ghee, Patience Higgins, John Purcell, Abdul Wadud, Jean-Paul Bourelly, Rick Rozie, Warren Smith, Andrew Cyrille, Jeanette Moody (vcl)                              |
| View from Within                   | Black Saint         | 1985 | 1984     | mit Stanton Davis, Marty Ehrlich, John Purcell, Warren Smith, Rick Rozie, Thurman Barker, Ray Mantilla |
| Roots of Blue                      | RPR                 | 1986 | 1986     | Duo mit Cecil McBee |
| Colors in Thirty-third             | Black Saint         | 1987 | 1986     | mit John Purcell, John Blake, Dave Holland, Fred Hopkins, Andrew Cyrille |
| The Hearinga Suite                 | Black Saint         | 1989 | 1989     | Muhal Richard Abrams Orchestra mit Ron Tooley, Jack Walrath, Cecil Bridgewater, Frank Gordon, Clifton Anderson, Dick Griffin, Jack Jeffers, Bill Lowe, John Purcell, Marty Ehrlich, Patience Higgins, Courtney Wynter, Charles Davis, Diedre Murray, Fred Hopkins, Warren Smith, Andrew Cyrille |
| Duets and Solos                    | Black Saint         | 1993 | 1990     | Roscoe Mitchell & Muhal Richard Abrams (p, synt) |
| Blu Blu Blu                        | Black Saint         | 1991 | 1990     | The Muhal Richard Abrams Orchestra, mit Jack Walrath, Alfred Patterson, Mark Taylor, Joe Daley, John Purcell, Bob DeBellis, Eugene Ghee, Patience Higgins, Warren Smith, David Fiuczynski, Brad Jones, Lindsey Horner, Thurman Barker, Joel Brandon (whistler)                                  |
| FamilyTalk                         | Black Saint         | 1993 | 1993     | mit Jack Walrath, Patience Higgins, Warren Smith, Brad Jones, Reggie Nicholson |
| Think All, Focus One               | Black Saint         | 1995 | 1994     | mit Eddie Allen, Alfred Patterson, Eugene Ghee, David Gilmore, Brad Jones, Reggie Nicholson |
| Song for All                       | Black Saint         | 1997 | 1995     | mit Eddie Allen, Craig Harris, Aaron Stewart, Bryan Carrott, Brad Jones, Reggie Nicholson |
| One Line, Two Views                | New World           | 1995 | 1995     | mit Eddie Allen, Marty Ehrlich, Patience Higgins, Bryan Carrott, Tony Cedras, Mark Feldman, Anne LeBaron, Lindsey Horner, Reggie Nicholson |
| The Open Air Meeting               | New World           | 1997 | 1996     | Muhal Richard Abrams & Marty Ehrlich |
| Vision Towards Essence             | Pi                  | 2007 | 1998     | solo (Guelph Jazz Festival) |
| The Visibility of Thought          | Mutable             | 2001 | 2000     | mit Jon Deak, Joseph Kubera, Mark Feldman, Thomas Buckner, Dorothy Lawson, Ralph Farris, Mary Rowell, Todd Reynolds |
| Streaming                          | Pi                  | 2006 | 2005     | mit George Lewis und Roscoe Mitchell |
| Spectrum                           | Pi                  | 2009 | 2009     | mit Roscoe Mitchell, Thomas Buckner, Janáček Philharmonic, Petr Kotik (Leitung) |
| SoundDance                         | Pi                  | 2011 | 2009     | Duos mit Fred Anderson bzw. George Lewis (AACM-Konzert) |

## Kompilationen
Dieser Abschnitt dokumentiert sowohl die Kompilationen in Form von Box-Sets, die Musik aus den unterschiedlichen Phasen vom Muhal Richard Abrams enthält, als auch dessen Beiträge zu Kompilationen mit verschiedenen Künstlern.
| Album                                                                    | Musiklabel            | VÖ   | Aufnahme  | Anmerkungen |
| ------------------------------------------------------------------------ | --------------------- | ---- | --------- | --- |
| Amarcord Nino Rota                                                       | Hannibal              | 1981 | 1979/80   | Muhal Richard Abrams Orchestra mit einer Aufnahme der Komposition „Notturno“ von Nino Rota, entstanden um 1979/80, mit Claudio Roditi, Emmett McDonald, Sharon Freeman, Henry Threadgill, Bobby Eldridge, Jay Hoggard, Amina Claudine Myers, Fred Hopkins, Warren Smith, Muhal Richard Abrams (Arrangement, Leitung). Der Titel erschien auf der Kompilation Amarcord Nino Rota |
| Jazzpar Winners 1990–2004                                                | Jazzkontakten         | 1990 | 1990      | Muhal Richard Abrams & The Danish Radio Big Band, mit dem Titel „Big T“. |
| The Complete Remastered Recordings on Black Saint & Soul Note            | Black Saint/Soul Note | 2012 | 1979–1994 | Die 8-CD-Box enthält die Alben Spihumonesty, Mama and Daddy, Blues Forever, Rejoicing With the Light, View From Within, The Heringa Suite, Blu Blu Blu und Think All, Focus One. |
| The Complete Remastered Recordings On Black Saint and Soul Note Volume 2 | Black Saint/Soul Note | 2016 | 1975–1995 | Die 9-CD-Box enthält die Alben Sightsong, Shadowgraph, 5 (Sextet), 1 - OQA + 19, Lifelong Ambitions, Duet [Amina Claudine Myers], Colors In Thirty-Third, Familytalk, Duets and Solos [Roscoe Mitchell] und Song for All |
| Celestial Birds                                                          | Karl Records          | 2020 | 1968–95   | Stücke aus „Levels and Degrees of Light“ (1968), „The Hearinga Suite“ (1989), „Think All, Focus One“ (1995), „Spihumonesty“ (1980) |

## Alben als Begleitmusiker
| Album                                                      | Musiker                                   | rec  | Musiklabel       | Anmerkungen |
| ---------------------------------------------------------- | ----------------------------------------- | ---- | ---------------- | --- |
| MJT + 3                                                    | MJT + 3                                   | 1957 | Argo             | mit Paul Serrano, Nicky Hill, Bob Cranshaw, Walter Perkins |
| As If It Were The Seasons                                  | Joseph Jarman                             | 1968 | Delmark          | Abrams wirkte nur bei „Song for Christopher“ mit; weitere Musiker waren John Jackson (tp), Lester Lashley (fl), Joel Brandon (fl), Fred Anderson (ts), John Stubblefield (ts), Muhal Richard Abrams (p, oboe) |
| Three Compositions of New Jazz                             | Anthony Braxton                           | 1968 | Delmark          | Abrams wirkte nur bei dem Titel „The Bell“ mit; weitere Musiker waren Wadada Leo Smith und Leroy Jenkins |
| Creative Construction Company, 1 & 2                       | Creative Construction Company             | 1970 | Muse             | mit Wadada Leo Smith, Anthony Braxton, Leroy Jenkins, Richard Davis, Steve McCall |
| A Musical Tribute to Charlie Parker                        | Charlie Parker Memorial Concert           | 1970 | Cadet/Chess      | Abrams ist zu hören in „Just Friends“ und „Summertime“; weitere Musiker waren Kenny Dorham, Ray Nance, Joe Daley, Rufus Reid, Wilbur Campbell                                                                 |
| Instant Death                                              | Eddie Harris                              | 1971 | Atlantic         | mit Ronald Muldrow, Rufus Reid, Billy James, Henry Gibson |
| Eddie Harris Sings the Blues                               | Eddie Harris                              | 1972 | Atlantic         | mit Bigband und Streicher-Ensemble |
| Excursions                                                 | Eddie Harris                              | 1973 | Atlantic         | mit Rufus Reid, Billy James |
| Soul Girl                                                  | Sonny Stitt                               | 1973 | Paula            | mit Cleveland Eaton, Wilbur Campbell |
| Fanfare for the Warriors                                   | Art Ensemble of Chicago                   | 1973 | Atlantic         | mit Lester Bowie, Roscoe Mitchell, Joseph Jarman, Malachi Favors Maghostut, Famoudou Don Moye |
| Sweet Earth Flying                                         | Marion Brown                              | 1974 | Impulse          | mit Paul Bley, James Jefferson, Steve McCall, Bill Hasson |
| Kabalaba                                                   | Art Ensemble of Chicago                   | 1974 | AECO             | Livemitschnitt vom Montreux Jazz Festival, mit Lester Bowie, Joseph Jarman, Roscoe Mitchell, Malachi Favors Maghostut, Famoudou Don Moye                                                                      |
| Live at „A“ Space 1975                                     | Roscoe Mitchell                           | 1975 | Sackville        | mit George Lewis, Spencer Barefield |
| Beggars and Stealers                                       | Robin Kenyatta                            | 1975 | Muse             | Abrams ist zu hören in „Ruby My Dear“ im Duo mit Kenyatta |
| Creative Orchestra Music 1976                              | Anthony Braxton                           | 1976 | Arista           | Bigband |
| Morning Prayer                                             | Chico Freeman                             | 1976 | Trio             | mit Henry Threadgill, Cecil McBee, Ben Montgomery, Steve McCall |
| Chico                                                      | Chico Freeman                             | 1977 | India Navigation | mit Cecil McBee, Steve McCall, Titos Sompa |
| Noonah                                                     | Roscoe Mitchell                           | 1977 | Nessa            | Abrams ist zu hören in „Tahquemenon“, mit George Lewis |
| You Can’t Name Your Own Tune                               | Barry Altschul                            | 1977 | Muse             | mit George Lewis, Sam Rivers, Dave Holland |
| Lifelong Ambitions                                         | Leroy Jenkins                             | 1977 | Black Saint      | Duo mit Muhal Richard Abrams (p) |
| Inward Fire                                                | Clifford Jordan                           | 1977 | Muse             | mit Dizzy Reece, Howard Johnson, Pat Patrick, Jimmy Ponder, Richard Davis, Louis Hayes |
| The Iron Men: Woody Shaw with Anthony Braxton              | Woody Shaw                                | 1977 | Muse             | mit Arthur Blythe, Cecil McBee, Joe Chambers bzw. Victor Lewis |
| Quintet (Basel) 1977                                       | Anthony Braxton                           | 1977 | HatHut           | mit George Lewis, Mark Helias, Charles Bobo Shaw |
| Saying Something for All                                   | Hamiet Bluiett                            | 1977 | Just a Memory    | Duo mit Muhal Richard Abrams |
| Shadowgraph                                                | George Lewis                              | 1977 | Black Saint      | Abrams ist zu hören in „Triple Slow Mix“ (mit Lewis und Anthony Davis) und in „Shadowgraph 5 (Sextet)“, mit Lewis, Douglas Ewart, Roscoe Mitchell, Leroy Jenkins, Abdul Wadud                                 |
| UMO Jazz Orchestra Plays the Music of Muhal Richard Abrams | UMO Jazz Orchestra                        | 1988 | UMO              | Bigband unter Leitung von Abrams |
| Freeman & Freeman                                          | Chico Freeman/Von Freeman                 | 1989 | India Navigation | mit Jack DeJohnette; Abrams ist zu hören in „Paying New York Dues“ |
| Emergency Peace                                            | Marty Ehrlich and the Dark Woods Ensemble | 1990 | New World        | mit Abdul Wadud, Lindsey Horner. Abrams ist zu hören in „Dusk“ |
| Made in Chicago                                            | Jack DeJohnette                           | 2013 | ECM              | Livemitschnitt vom Chicago Jazz Festival, mit Henry Threadgill, Roscoe Mitchell, Larry Gray |